# Juraj Jezerinac

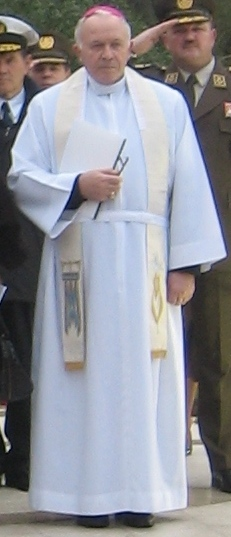
Juraj Jezerinac

Juraj Jezerinac (* 23. April 1939 in Jezerine, Jugoslawien, heute Kroatien) ist ein kroatischer Geistlicher und emeritierter Bischof des römisch-katholischen kroatischen Militärordinariats.

## Leben
Juraj Jezerinac besuchte das erzbischöfliche Gymnasium Šalata im Erzbistum Zagreb. An der katholischen Fakultät in Zagreb absolvierte Jezerinac sein Theologiestudium. Die Priesterweihe erfolgte am 6. Juni 1966. Als Kaplan war er in den Jahren 1967 bis 1969 in Nova Gradiška tätig. Daraufhin war er von 1969 bis 1971 Pfarrer in der Pfarrgemeinde Zavrsje in Zagreb. Zwischen den Jahren 1971 bis 1980 folgten die Pfarrgemeinden in Svesvetski Kraljevac und Cerje.
Von 1980 bis 1985 betreute er die kroatisch-katholische Diasporagemeinde „Unsere Frau, Königin der Kroaten“ in Toronto, Kanada, von 1985 bis 1986 die Pfarrgemeinde Oakville (Ontario) und von 1986 bis 1988 die kroatische Pfarrgemeinde in Hamilton (Ontario). 1988 übernahm Juraj Jezerinac erneut die Pfarrei Oakville (Ontario).
Papst Johannes Paul II. ernannte ihn am 11. April 1991 zum Weihbischof in Zagreb und Titularbischof von Strumnitza. Der Erzbischof von Zagreb, Franjo Kardinal Kuharić, spendete ihm am 8. Juni desselben Jahres die Bischofsweihe. Mitkonsekratoren waren der Pro-Nuntius in Jugoslawien, Erzbischof Gabriel Montalvo Higuera, und der Bischof von Hamilton, Anthony Frederick Tonnos.
Die Ernennung zum ersten Militärbischof des mit gleichem Datum errichteten Kroatischen Militärordinariats erfolgte am 25. April 1997. Die Amtseinführung fand am 18. August 1997 statt.
Papst Franziskus nahm am 30. November 2015 seinen altersbedingten Rücktritt an.